# HD 24154
HD 24154，又名BD+21 539，SAO 76275、HR 1193，是一颗恒星，视星等为6.83，位于銀經168.97，銀緯-24.32，其B1900.0坐标为赤經3h 45m 44s，赤緯+21° -24.32′ 49″。